# Midnattsol
Midnattsol – niemiecko-norweska grupa muzyczna wykonująca muzykę melodic folk metal. Została założona w 2002 roku. Współpracując z wytwórnią Napalm Records muzycy z Midnattsol wydali trzy albumy.

## Skład zespołu

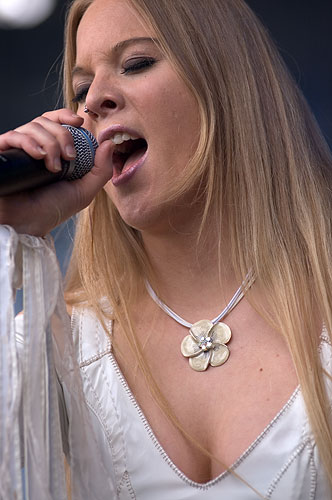
Carmen Elise Espenæs

### Obecni członkowie[1]
- Birgit Öllbrunner – gitara basowa
- Chris Merzinsky – perkusja
- Daniel Fischer – keyboard
- Carmen Elise Espenæs – wokal
- Alex Kautz – gitara elektryczna

## Dyskografia[1]

### Demo
- Midnattsol (2003)

### Albumy
- Where Twilight Dwells (2005)
- Nordlys (2008)
- The Metamorphosis Melody (2011)
- The Aftermath (2018)